# Никифор Бриєнній Молодший
Никифор Бриєнній Молодший (*Νικηφόρος Βρυέννιος, 1062  —1137) — державний та військовий діяч, дипломат, історик Візантійської імперії.

## Життєпис
Походив зі знатного роду Бриєнніїв. Син Никифора Бриєннія, дуки Діррахіума. Народився 1062 року в Орестіаді (біля Адріанополя). Опинився у вирі заколоту на чолі свого батька проти імператора Михайла VII, а потім Никифора III. після поразки 1078 року опинився разом з батьком в родинних маєтках.
Піднесення Никифора Бриєннія Молодшого відбулося зі сходженням на трон Олексія Комніна. Брав участь у військових кампаніях проти італійських норманів у 1081—1083 роках, печенігів у 1087 та 1091 роках.
У 1097 році звитяжив під час оборони стін Константинополя, на який напав Готфрід Бульйонський, один з очільників Першого хрестового походу. ТОго ж року оженився на доньці імператора, отримавши титул пангиперсебаста.
У 1107 році діяв проти Боемунда Тарентського, князя Антіохійського. Сприяв укладанню Девольського договору у 1108 році, за яким Боемунд визнав зверхність Візантії. Бриєнній завізував цей договір, а його дружина записала. 1111 році отримав титул цезаря.
У 1116 році брав участь у військовій кампанії, метою якою було захоплено Іконія (Коньї), столиці Румського султанату. Звитяжив у битві під Філомеліоном.
У 1118 році після смерті імператора Олексія I відмовився брати участь у змові його дружини Анни та тещі Ірини проти нового імператора Іоанна II. Стає наближеним радником останнього. 
У 1137 році брав участь у військовій кампанії імператора до Сирії. відчув нездужання. Тому повернувся до столиці. Тут помер того ж року.

## Творчість
Є автором історичної праці «Історичні нариси» (Ὕλη Ἱστορίας), що охоплюює період з 976 до 1087 року. ЇЇ було розпочато невдовзі після смерті імператора Олексія I Комніна й створено на прохання тещі та дружини.
Праця Бриєннія є одним з найважливіших джерел з історії Візантії періоду Македонської династії, династії Дук та початку династії Комнінів. Користувався відомостями, наданими його батьком, імператором Олексієм I, творами Михайла Пселла, Іоанна Скиліци. Не уникнив суб'єктивної думки під час надання характеристики історичним особам. Водночас намагався наслідувати стиль Ксенофонта.

## Родина
Дружина — Анна, донька імператора Олексія I
Діти:
1. Олексій Бриєнній Комнін (біля 1102 — між 1161 і 1167), мегадукс
2. Іоанн Дука (біля 1103 — не раніше 1173)
3. Ірина II Дукена (біля 1105 — ?), дружина представника роду Катакалон
4. Марія Бриєнна Комніна (1107 — ?)